# Navy Island
För andra betydelser, se Navy Island (olika betydelser).

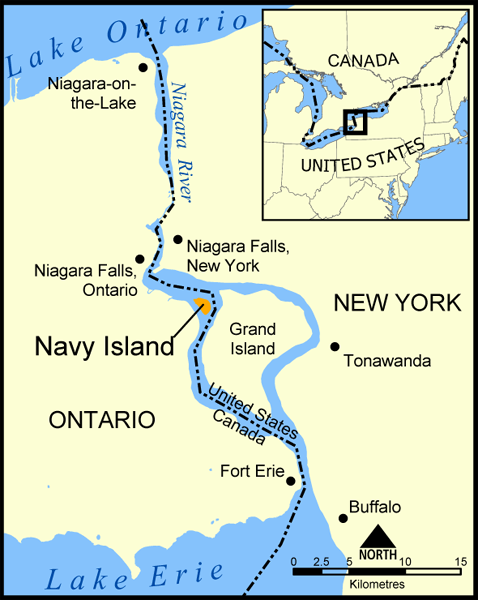
Navy Island i Niagarafloden

Navy Island är en obebodd ö i Niagarafloden i den kanadensiska provinsen Ontario. Ön förvaltas av Parks Canada som en National Historic Site of Canada. Ön är belägen ungefär 4,5 km uppströms från Horseshoe Falls.

## Historia
Navy Island blev bebott av Lamokafolket från omkring år 2000 f.Kr.
Under Frankrikes kolonisering av Nya Frankrike, kallades Navy Island Île de la Marina (svenska: Ön Marina). Här byggde Frankrike fyra skepp som användes när man patrullerade de Stora sjöarna. Som resultat av Parisfreden blev Navy Island en brittisk koloni, där ett skeppsvarv byggdes upp.